# Raketen-U-Boot
Das Projekt Raketen-U-Boot, auch unter der Bezeichnung Prüfstand XII bekannt, war ein militärisches Projekt des Deutschen Reiches im Zweiten Weltkrieg. Ziel des Projektes war es, ein U-Boot zu entwickeln, von dem aus ballistische Raketen gestartet werden können.

## Geschichte
Während des Zweiten Weltkriegs wurden mehrere unterschiedliche Versuche in der Heeresversuchsanstalt Peenemünde durchgeführt, um Raketenstartanlagen auf ein U-Boot zu montieren.
Im Jahr 1941 wurden erste Versuche mit einem Raketenwerfergestell (Typ Nebelwerfer 41) durchgeführt, das auf dem Deck von U 511 montiert war. Tests wurden in unterschiedlichen Anordnungen durchgeführt:
- Abschüsse von der Wasseroberfläche aus.
- Abschüsse von unter der Wasseroberfläche aus (bis „Sehrohrtiefe“, max. 12 m Tiefe).

Alle Abschüsse waren erfolgreich und zeigten keine Auswirkung auf die Genauigkeit der Raketen. Die Versuchsanordnung zielte auf die Entwicklung einer Waffe gegen Schiffskonvoi-Eskorten, aber ohne wirksames Leitsystem war die Anordnung weitgehend nicht zielführend.
Im Jahr 1943 wurde das Interesse an dem Konzept mit dem Aufkommen des Marschflugkörpers Fieseler Fi 103 (V1) wiederbelebt. Hierbei wurden weitere Ideen entwickelt und untersucht, um eine V1 und eine Trägerrakete auf einem U-Boot zu montieren, um Ziele in größerer Entfernung als den bisherigen 251 km bei landgestützten Standorten zu erreichen. Dieser Vorschlag scheiterte jedoch an Rivalität zwischen den Diensten, da die V1 ein Luftwaffen- und kein Marineprojekt war.
Im Jahr 1943 wurde überlegt, die V2-Rakete von einem U-Boot aus zu starten. Hierdurch hätten insbesondere Ziele in den USA getroffen werden können. Da die V2 zu groß war, um auf einem U-Boot montiert zu werden, wurde ein 500-Tonnen-Tauchboot für den Transport und das Starten der Rakete entwickelt. Unbemannt und ohne Antrieb sollte dies von einem konventionellen U-Boot in Reichweite seines Ziels geschleppt, dann aufgebaut und gestartet werden. Drei dieser Schiffe wurden Ende 1944 bestellt, aber nur eines gebaut, und es wurden jedoch aufgrund des Kriegsverlaufes keine Versuche über die Zweckmäßigkeit des Systems mehr durchgeführt.
Die alliierten Geheimdienste erfuhren jedoch von diesen Projekten, und die US-Marine entwickelte eine Gegenmaßnahme, bekannt als Operation Teardrop. Diese Operation wurde tatsächlich Anfang 1945 durchgeführt, als eine Gruppe von U-Booten auf dem Weg zur Ostküste der USA entdeckt wurden. Die meisten dieser U-Boote wurden im mittleren Atlantik angegriffen und in der massiven Anti-U-Boot-Operation zerstört. Nachkriegsanalysen haben allerdings gezeigt, dass es keine reale Raketenbedrohung gab.